# Jardin des Plantes (Lyon)
Der Jardin des plantes de Lyon ist ein öffentlicher Park am Fuß des Hügels des Stadtviertels La Croix-Rousse in Lyon und der ehemalige botanische Garten der Stadt. Er ist der Vorgänger des 1857 angelegten Jardin botanique de Lyon im Parc de la Tête d’Or. Im Ostteil des Parks liegt das 1958 freigelegte römische Amphitheater von Lyon.

## Geschichte
Der Botaniker Jean-Emmanuel Gilibert wollte in Lyon einen botanischen Garten einrichten und plante dessen Anlage 1765 im Viertel Les Brotteaux, was aber nicht umgesetzt wurde. Am 20. August 1796 beschloss die Departementsverwaltung die Anlage eines botanischen Gartens. Gilibert übernahm die Leitung des Vorhabens und man beschloss, einen Garten mit exotischen und einheimischen Pflanzen auf dem Land des ehemaligen Klosters der „Dames de la Déserte“ an den Hängen von La Croix-Rousse anzulegen. Zunächst als Schulgarten der École centrale genutzt, wurde der Garten 1820 der Öffentlichkeit zugänglich gemacht. 1857 wurde der Garten zu eng. Da es unmöglich war, ihn zu vergrößern, veranlasste der Präfekt Claude-Marius Vaïsse den Garten mit seinen 4000 Pflanzen in den heutigen Parc de la Tête d’Or zu verlegen, der damals neu angelegt wurde. Dort befindet sich der Jardin botanique de Lyon bis heute.